# Dimension X (radioprogram)
Dimension X var ett science fiction-radioprogram i USA som sändes i NBC mellan 8 april 1950 och 29 september 1951. De 13 första avsnitten gick i direktsändning medan de övriga 37 var förinspelade. Fred Wiehe och Edward King var seriens regissörer och Norman Rose fungerade både som påannonsör och som berättare.
Programmet var inte det första science fiction-programmet för vuxna i radio, 2000 Plus hade sänds från 1950 till 1952 i kanalen Mutual, men förvärvandet av redan tidigare publicerade berättelser gav omedelbart Dimension X en stark ställning inom science fiction-rörelsen. Även valet av väletablerade och respekterade författare inom genren, som Isaac Asimov, Robert Bloch, Ray Bradbury, Fredric Brown, Robert A. Heinlein, Murray Leinster, H. Beam Piper, Frank M. Robinson, Clifford D. Simak, William Tenn, Jack Vance, Kurt Vonnegut, Jack Williamson och Donald A. Wollheim bidrog till programmets framgång. Ernest Kinoy och George Lefferts stod för de flesta adaptionerna men bidrog även med originalmanus.
M. Keith Booker skrev i Science Fiction Television (2004):
| ” | Det var inte förrän under 1950-talet som science fiction-radio kom igång på allvar, samtidigt som science fiction började förekomma i TV också. Radioprogram som Mutuals 2000 Plus och NBC:s Dimension X var antologiserier som erbjöd en mängd spännande berättelser om framtida teknik, med ett särskilt fokus på utforskning av rymden (inklusive invasion av utomjordingar), även om båda serierna ofta också speglade samtida oro för faran med tekniken. | „ |

Serien inleddes med The Outer Limit, en Ernest Kinoy-adaptation av Graham Doars novell från The Saturday Evening Post (24 december 1949), om kontakt med utomjordingar. En vecka senare (15 april 1950), framförde programmet Jack Williamsons mest kända berättelse, With Folded Hands, vilken först hade blivit publicerad i 1947 års julinummer av Astounding Science Fiction. 
Inräknat ett femmånaders uppehåll från januari 1951 till juni 1951 gick serien i 17 månader. Alla 50 avsnitt finns bevarade och kan avlyssnas i dag. NBC:s X Minus One (1955-58) återanvände många av skådespelarna och manusen.

## Avsnittstabell
| Avsnittsnummer | Avsnittsnamn                             | Författare                                                                                   | Sändningsdatum    |
| -------------- | ---------------------------------------- | -------------------------------------------------------------------------------------------- | ----------------- |
| 1              | "The Outer Limit"                        | Graham Doar (adapterad av Ernest Kinoy)                                                      | 8 april 1950      |
| 2              | "With Folded Hands"                      | Jack Williamson (adapterad av John Dunkel)                                                   | 15 april 1950     |
| 3              | "Report on the Barnhouse Effect"         | Kurt Vonnegut (adapterad av Claris A. Ross)                                                  | 22 april 1950     |
| 4              | "No Contact"                             | George Lefferts (Berättelse av George Lefferts och Ernest Kinoy)                             | 28 april 1950     |
| 5              | "Knock"                                  | Fredric Brown (adapterad av Ernest Kinoy)                                                    | 6 maj 1950        |
| 6              | "Almost Human"                           | Robert Bloch (adapterad av George Lefferts)                                                  | 13 maj 1950       |
| 7              | "The Lost Race"                          | Murray Leinster (adapterad av Ernest Kinoy, från berättelsen "The Lost")                     | 20 maj 1950       |
| 8              | "To the Future"                          | Adaption av Ernest Kinoy från Ray Bradburys "The Fox and the Forest"                         | 27 maj 1950       |
| 9              | "The Embassy"                            | Donald A. Wollheim (adapterad av George Lefferts)                                            | 3 juni 1950       |
| 10             | "The Green Hills of Earth"               | Robert A. Heinlein (adapterad av Ernest Kinoy)                                               | 10 juni 1950      |
| 11             | "There Will Come Soft Rains / Zero Hour" | Ray Bradbury (adapterad av George Lefferts)                                                  | 17 juni 1950      |
| 12             | "Destination Moon"                       | Robert A. Heinlein (adapterad direkt från George Pals film)                                  | 24 juni 1950      |
| 13             | "A Logic Named Joe"                      | Murray Leinster (adapterad av Claris A. Ross)                                                | 1 juli 1950       |
| 14             | "Mars Is Heaven"                         | Ray Bradbury (adapterad av Ernest Kinoy)                                                     | 7 juli 1950       |
| 15             | "The Man in the Moon"                    | George Lefferts                                                                              | 14 juli 1950      |
| 16             | "Beyond Infinity"                        | Villiers Gerson                                                                              | 21 juli 1950      |
| 17             | "The Potters of Firsk"                   | Jack Vance (adapterad av Ernest Kinoy)                                                       | 28 juli 1950      |
| 18             | "Perigi's Wonderful Dolls"               | George Lefferts                                                                              | 4 augusti 1950    |
| 19             | "The Castaways"                          | Ernest Kinoy (Berättelse av Ernest Kinoy och George Lefferts)                                | 11 augusti 1950   |
| 20             | "The Martian Chronicles"                 | Ray Bradbury (adapterad av Ernest Kinoy)                                                     | 18 augusti 1950   |
| 21             | "The Parade"                             | George Lefferts                                                                              | 25 augusti 1950   |
| 22             | "The Roads Must Roll"                    | Robert A. Heinlein (adapterad av Ernest Kinoy)                                               | 1 september 1950  |
| 23             | "First Contact"                          | Murray Leinster (adapterad av Howard Rodman)                                                 | 8 september 1950  |
| 24             | "Hello Tomorrow"                         | George Lefferts                                                                              | 15 september 1950 |
| 25             | "Dr. Grimshaw's Sanitorium"              | Fletcher Pratt (adapterad av George Lefferts)                                                | 22 september 1950 |
| 26             | "And the Moon Be Still as Bright"        | Ray Bradbury (adapterad av Ernest Kinoy)                                                     | 29 september 1950 |
| 27             | "No Contact"                             | George Lefferts (Berättelse av George Lefferts och Ernest Kinoy)                             | 28 oktober 1950   |
| 28             | "The Professor Was a Thief"              | L. Ron Hubbard (adapterad av George Lefferts)                                                | 5 november 1950   |
| 29             | "Shanghaied"                             | Ernest Kinoy                                                                                 | 12 november 1950  |
| 30             | "Competition"                            | E. Mayne Hull (adapterad av Ernest Kinoy)                                                    | 19 november 1950  |
| 34             | "The Martian Death March"                | Ernest Kinoy                                                                                 | 1951-01-14        |
| 35             | "The Last Objective"                     | Paul Carter (adapterad av Ernest Kinoy)                                                      | 3 juni 1951       |
| 36             | "Nightmare"                              | Stephen Vincent Benet (baserad på The Revolt of the Machines, adapterad av George Lefferts)  | 10 juni 1951      |
| 37             | "A Pebble in the Sky"                    | Isaac Asimov (adapterad av Ernest Kinoy)                                                     | 17 juni 1951      |
| 38             | "Child's Play"                           | William Tenn (adapterad av George Lefferts)                                                  | 21 juni 1951      |
| 39             | "Time and Time Again"                    | H. Beam Piper (adapterad av Ernest Kinoy)                                                    | 12 juli 1951      |
| 40             | "Dwellers in Silence"                    | Ray Bradbury (adapterad av George Lefferts)                                                  | 19 juli 1951      |
| 41             | "Courtesy"                               | Clifford D. Simak (adapterad av George Lefferts)                                             | 26 juli 1951      |
| 42             | "Universe"                               | Robert A. Heinlein (adapterad av George Lefferts; repris av avsnittet från 26 november 1950) | 2 augusti 1951    |
| 43             | "The Veldt"                              | Ray Bradbury (adapterad av Ernest Kinoy)                                                     | 9 augusti 1951    |
| 44             | "The Vital Factor"                       | Nelson Bond (adapterad av Howard Rodman)                                                     | 16 juni 1951      |
| 45             | "Untitled Story"                         | Frank M. Robinson (adapterad av George Lefferts)                                             | 23 augusti 1951   |
| 46             | "Marionettes, Inc."                      | Ray Bradbury (adapterad av George Lefferts)                                                  | 30 augusti 1951   |
| 47             | "First Contact"                          | Murray Leinster (adapterad av Howard Rodman)                                                 | 8 september 1951  |
| 48             | "Kaleidoscope"                           | Ray Bradbury (adapterad av George Lefferts)                                                  | 15 september 1951 |
| 49             | "Requiem"                                | Robert A. Heinlein (adapterad av Ernest Kinoy)                                               | 22 september 1951 |
| 50             | "Nightfall"                              | Isaac Asimov (adapterad av Ernest Kinoy)                                                     | 29 september 1951 |